# جيف غلاس
جيف غلاس هو منافس ألعاب قوى كندي، ولد في 21 أبريل 1962.

## وصلات خارجية
- جيف غلاس على موقع الاتحاد الدولي لألعاب القوى (الإنجليزية)
- جيف غلاس على موقع اللجنة الأولمبية الدولية (الإنجليزية)
- جيف غلاس على موقع أوليمبيديا (الإنجليزية)
- جيف غلاس على موقع اللجنة الأولمبية الكندية (الإنجليزية)